# Gebrüder Thonet

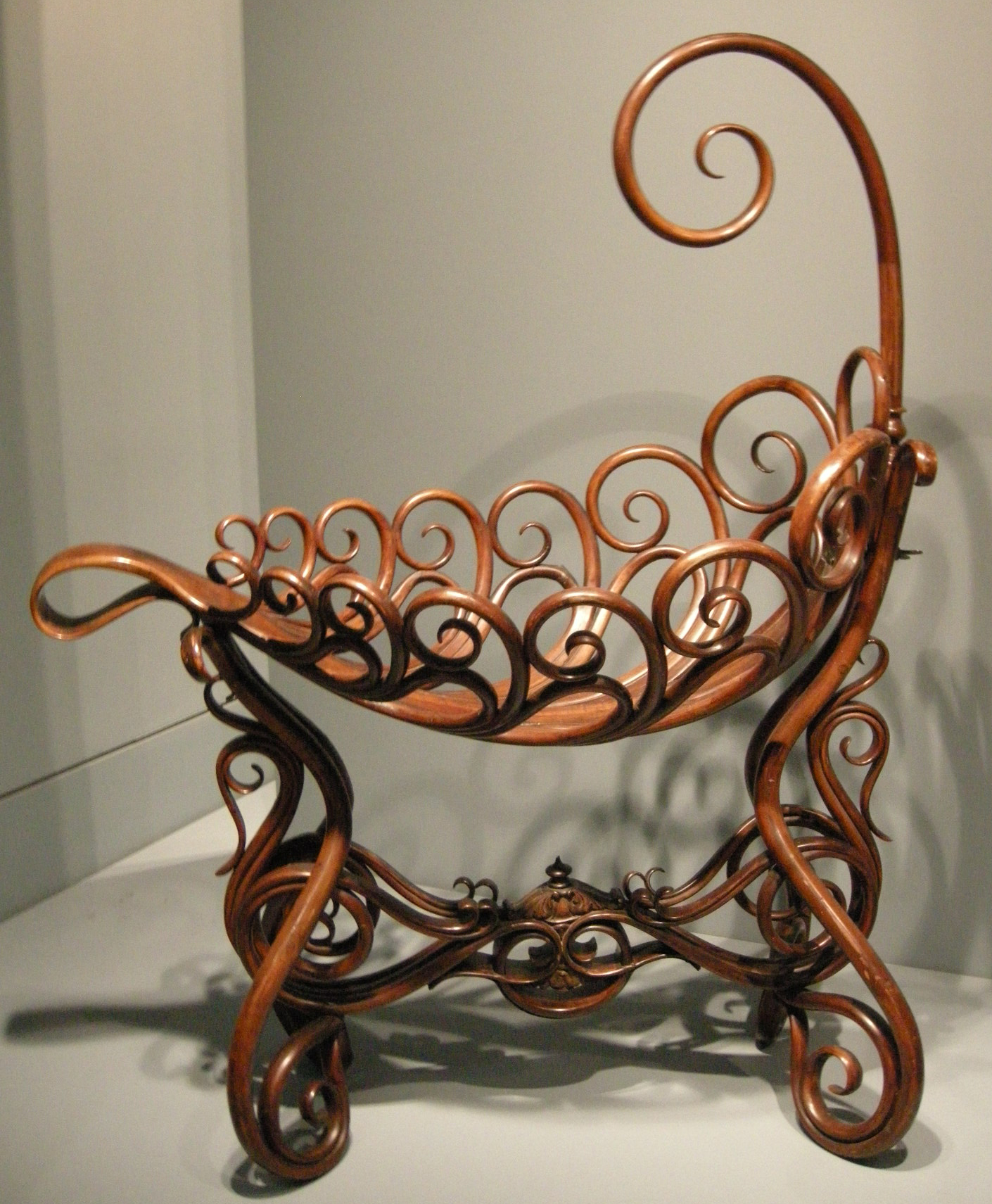
Le berceau de Gebrüder Thonet (vers 1870)

Gebrüder Thonet ou Thonet Brothers  était un fabricant de meubles européen. Il continue en tant que société allemande (Thonet GmbH), autrichienne (Thonet Vienna) et tchèque (TON).

## Histoire
Gebrüder Thonet était particulièrement connu pour la fabrication de meubles en bois cintré, pour laquelle il avait développé les premiers procédés de production à échelle industrielle. Ceux-ci ont remplacé les compétences artisanales individuelles précédentes par un investissement dans des machines permettant à tout travailleur de produire des composants cintrés précis et reproductibles. Bien que le cintrage à la vapeur soit établi depuis longtemps pour des pièces telles que la chaise Windsor, ces pièces plus anciennes utilisaient le cintrage d’une bille brute qui serait ensuite façonnée à la taille souhaitée. Le processus plus précis de Thonet a permis d'usiner le bois avec une finition de surface brute (généralement sous forme de gros goujon circulaire), cintré à la vapeur, puis utilisé presque immédiatement comme composant, sans autre usinage que la découpe des extrémités[réf. nécessaire].
La société a été fondée à Vienne par Michael Thonet par transfert de la société « Thonet » à ses fils sous le nouveau nom « Gebrüder Thonet » en 1853. En 1856, les frères investirent dans une usine de meubles à Koryčany et, au cours des années suivantes, cinq autres sites de production d’Europe orientale furent établis à Bystřice pod Hostýnem (1862), Veľké Uherce (1866), Vsetín (1867), Halenkov (1867) et Radomsko (1880).
Leur pièce la plus connue était la Chaise n° 14, chaise emblématique des cafés parisiens.
La société Gebrüder Thonet a fusionné avec Mundus AG en 1921 afin de devenir le plus grand fabricant de meubles du monde. Le rachat des parts de la Thonet Mundus AG par la famille Thonet a eu lieu en 1938.
À la suite de la Seconde Guerre mondiale, Thonet perd toutes ses installations de production dans les États d’Europe orientale par expropriation, et le bureau de vente de Vienne, Stephansplatz, est détruit pendant la guerre. Dans les années 1945-1953, Georg Thonet, l'arrière-petit-fils du fondateur de la société, Michael Thonet, reconstruit les installations complètement détruites de Frankenberg Hesse, au nord de Hesse, où le siège et les installations de production de la société Thonet GmbH sont maintenus jusqu'à aujourd'hui. Le succès économique rapidement revenu, la société a sollicité la collaboration de designers exceptionnels. La liste des designers qui ont travaillé avec Thonet au cours des 60 dernières années est longue et regorge de noms de premier plan: Egon Eiermann , Verner Panton , Eddie Harlis , Hanno von Gustedt, Rudolf Glatzel , Pierre Paulin , Gerd Lange , Hartmut Lohmeyer , Ulrich Böhme. et Wulf Schneider , Alfredo Häberli , Christophe Marchand , Lord Norman Foster , Delphin Design , Glen Oliver Löw , James Irvine , Piero Lissoni , Stefan Diez , Lievore Altherr Molina , Lepper Schmidt Sommerlade , Hadi Teherani , Läufer + Keichel . En outre, l’équipe de conception Thonet de la société ajoute régulièrement de nouveaux modèles au portefeuille polyvalent de Thonet.
En 1976, Gebrüder Thonet fut divisé en une société allemande (Gebrüder Thonet) et une société autrichienne (Thonet Vienna). Les deux sociétés sont indépendantes l'une de l'autre.

## Thonet aujourd'hui
En 2006, Gebrüder Thonet devient Thonet GmbH. Aujourd'hui, Thorsten Muck dirige la société avec son siège social et ses installations de production à Frankenberg/Eder (Allemagne). Les descendants directs de Michael Thonet aux cinquième et sixième générations restent impliqués dans les affaires de la société en tant qu'associés et partenaires de vente. La collection comprend encore de célèbres meubles en bois courbé, des classiques en acier tubulaire de l’époque du Bauhaus et des conceptions actuelles de célèbres architectes et designers contemporains.

## Musées et Expositions
En 1989, un musée a été ouvert à Frankenberg. Il est situé dans les locaux de la société et présente des expositions historiques sur 700 mètres carrés d'espace d'exposition.
Le Museum of Applied Arts Vienna possède une vaste collection de meubles et présente dans son exposition permanente un aperçu des cent ans de production de Thonet, des frères Kohn et de la fabrique de meubles Danhauser. La Hofmobiliendepot (Imperial Furniture Collection (en)) à Vienne présente également une sélection d'objets de Thonet, notamment le gracieux running chair  Michael Thonet datant de 1843/48 pour le Vienna Stadtpalais Liechtenstein.
À l'occasion du 200e anniversaire de la société Thonet, le Musée des arts appliqués de Vienne (MAK Vienne) présentera une exposition complète (automne 2019).

## Les types

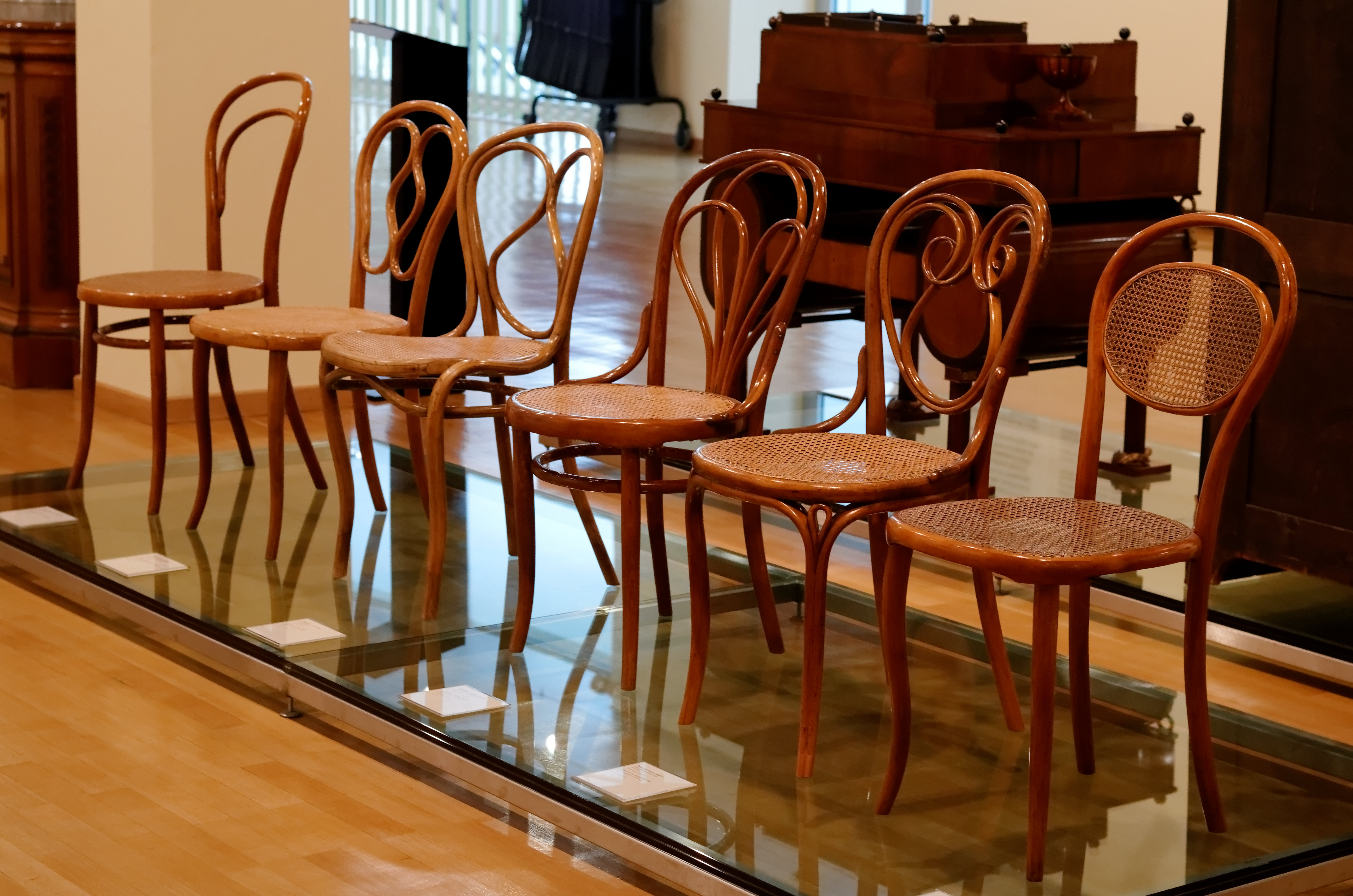
Chaises Thonet Wien Museum Karlplatz
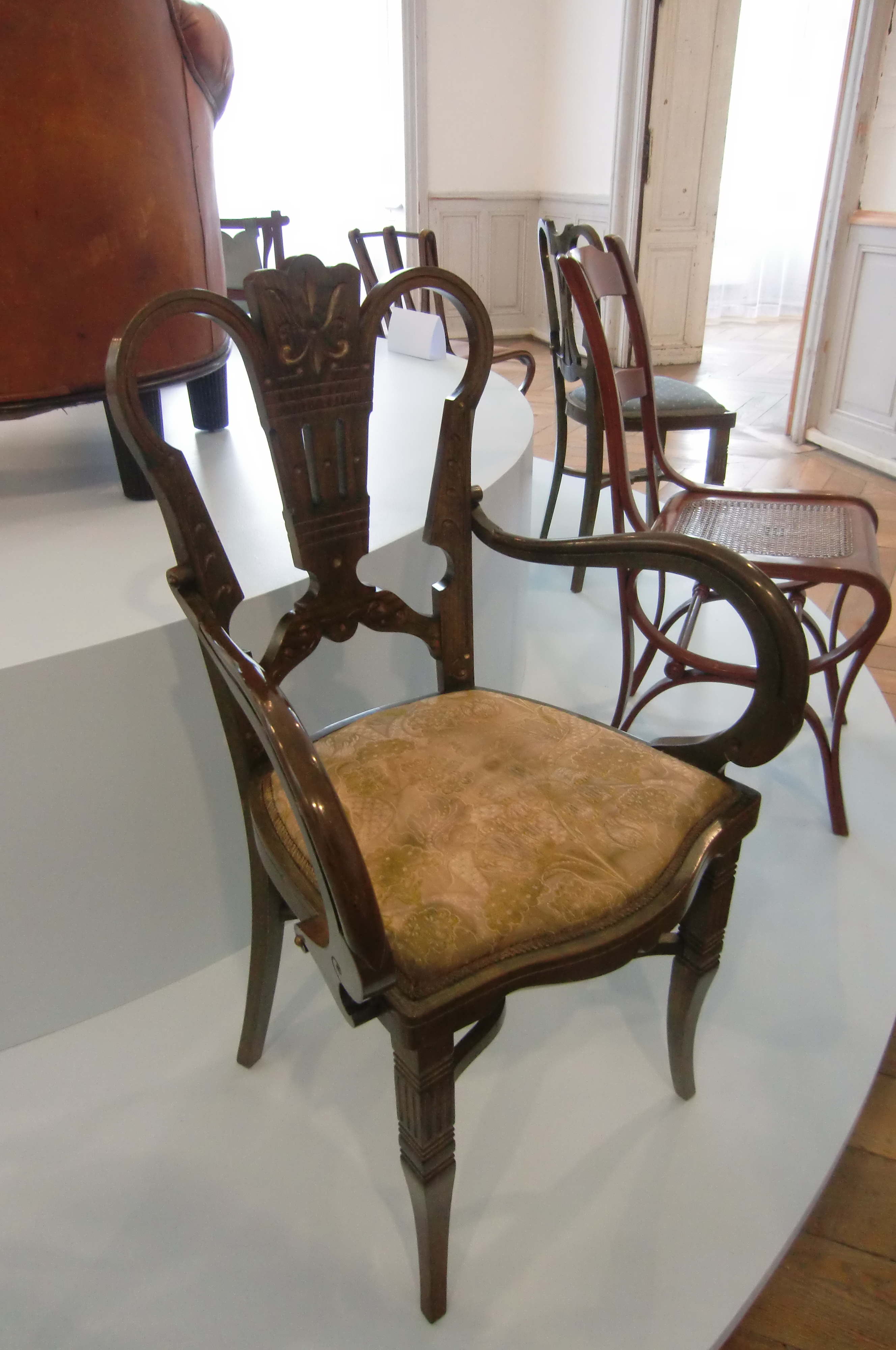
Exposition thonet
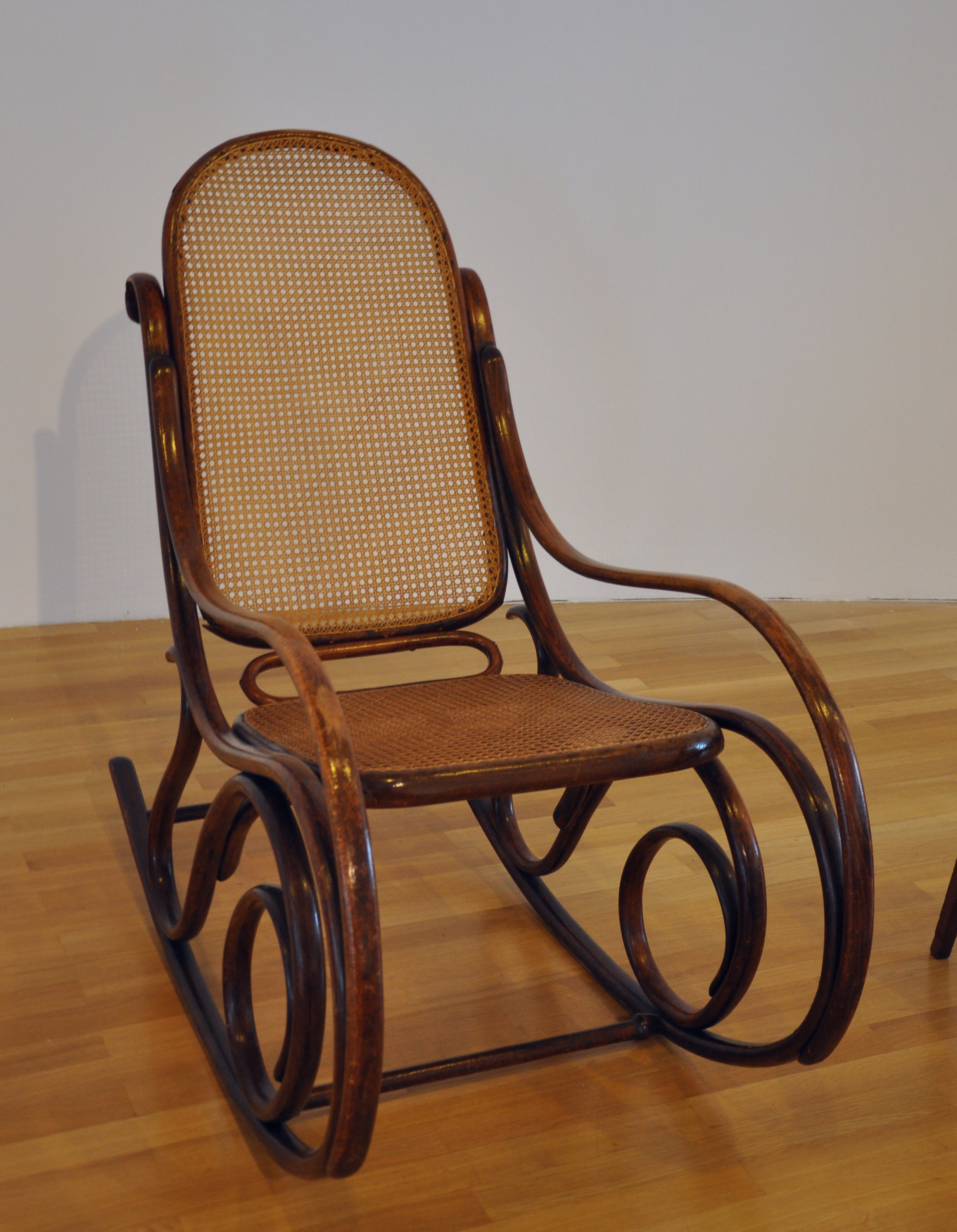
Fauteuil à bascule Thonet
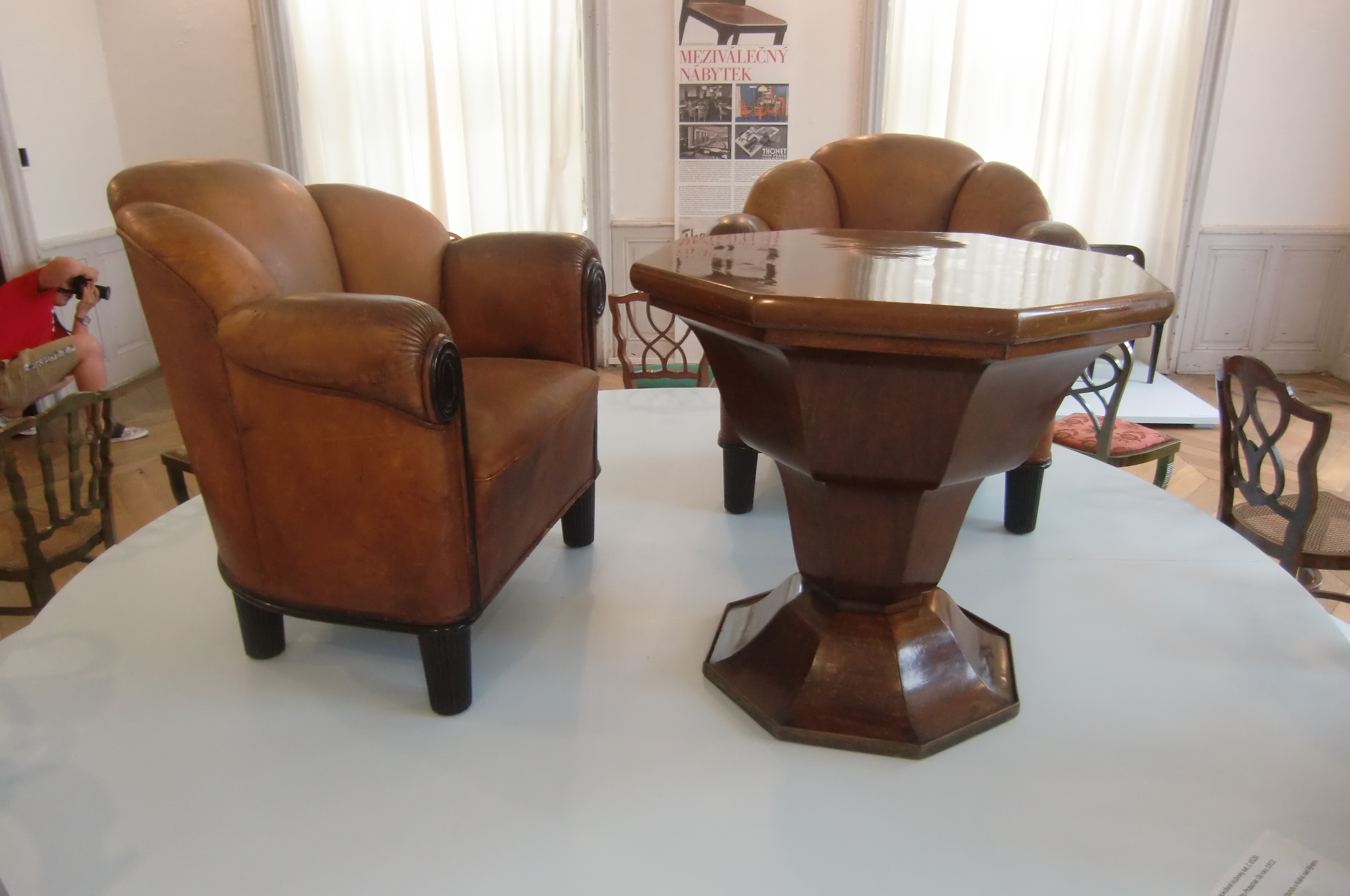
Fauteuil de Thonet

## Littérature
- Üner, Stefan: Gebrüder Thonet, in: Wagner, Hoffmann, Loos und das Möbeldesign der Wiener Moderne. Künstler, Auftraggeber, Produzenten, ed. by Eva B. Ottillinger, Exhib. Cat. Hofmobiliendepot, Vienna, March 20 – October 7, 2018, p. 149–152,  (ISBN 978-3-205-20786-3).
- Albrecht Bangert: Thonet Möbel. Bugholz-Klassiker von 1830 bis 1930. Heyne, München 1997,  (ISBN 3-453-13047-2). * Hans H. Buchwald: Form from Process. The Thonet chair. Carpenter Center for the Visual arts, Cambridge Mass. 1967.
- Reinhard Engel, Marta Halpert: Luxus aus Wien II. Czernin Verlag, Wien 2002,  (ISBN 3-7076-0142-0).
- Andrea Gleininger: Der Kaffeehausstuhl Nr. 14 von Michael Thonet. Birkhäuser, Frankfurt/M. 1998,  (ISBN 3-7643-6832-2).
- Heinz Kähne: Möbel aus gebogenem Holz. Ein Blick in die Sammlung der Stadt Boppard. Boppard 2000. * Heinz Kähne: Thonet Bugholz-Klassiker. Eine Einführung in die Schönheit und Vielfalt der Thonet-Möbel. Rhein-Mosel Verlag, Briedel 1999,  (ISBN 3-929745-70-4).
- Heinz Kähne: Die Thonets in Boppard. Sutton Verlag, Erfurt 2008,  (ISBN 978-3-86680-368-8).
- Brigitte Schmutzler: Eine unglaubliche Geschichte. Michael Thonet und seine Stühle. Landesmuseum, Koblenz 1996,  (ISBN 3-925915-55-9).
- Sembach, Leuthäuser, Gössel: Möbeldesign im 19. Jahrhundert, Benedikt Taschen GmbH, Köln 1990,  (ISBN 3-8228-0365-0). * Eva B. Ottilinger (Hrsg.):  Gebrüder Thonet- Möbel aus gebogenem Holz, Böhlau Verlag, Wien Köln Weimar 2003,  (ISBN 3-205-77102-8).
- Renz, Wolfgang Thillmann, sedie a dondolo Thonet - Thonet rocking chairs, Silvana Editoriale, Milano 2006,  (ISBN 88-366-0671-7).
- Natascha Lara, Wolfgang Thillmann, Bugholzmöbel in Südamerika – Bentwood furniture in South America – Muebles de madera curvada, La Paz 2008.
- Wolfgang Thillmann, Bernd Willscheid, MöbelDesign - Roentgen, Thonet und die Moderne, Roentgen Museum Neuwied, Neuwied 2011,  (ISBN 978-3-9809797-9-5).
- Alexander von Vegesack, "Mass Production Chair Man", Dec 1, 1996, The Independent,